# Qasabat Ajlun (distrikt)
Qasabat Ajlun, eller Liwa Qasabat Ajlun (arabiska: لواء قصبة عجلون), är ett distrikt i Jordanien. Det ligger i provinsen Ajlun, i den norra delen av landet, 50 km norr om huvudstaden Amman.